# Johann Gottfried Dietze
Johann Gottfried Dietze (* 28. Juli 1823 in Barby; † 25. Mai 1888 in Neuhausen bei München) war ein deutscher Rittergutsbesitzer und Politiker.

## Leben
Der Sohn des sächsischen Kammerkommerzienrats Johann Gottfried Dietze († 1830) besuchte das Gymnasium Carolinum Bernburg. Er studierte an der Königlich-Sächsischen Forstakademie in Tharandt und der Friedrich-Wilhelms-Universität zu Berlin. 1847 übernahm er die Bewirtschaftung und Verwaltung des von seinem Vater ererbten Ritterguts Pomßen, an dem er in der Folge größere bauliche Verbesserungen vornahm. Als stellvertretender Abgeordneter der Rittergutsbesitzer des Leipziger Kreises gehörte er von 1857 bis 1866 der II. Kammer des Sächsischen Landtags an. Von 1878 bis 1884 vertrat er den 13. sächsischen Wahlkreis (Leipzig Land) im Deutschen Reichstag. Er war Hospitant der Deutschen Reichspartei.